# Liste des partis politiques sous la Troisième République
 (mai 2018).
Si vous disposez d'ouvrages ou d'articles de référence ou si vous connaissez des sites web de qualité traitant du thème abordé ici, merci de compléter l'article en donnant les références utiles à sa vérifiabilité et en les liant à la section « Notes et références ».
Cet article dresse une liste des partis et organisations politiques sous la Troisième République française.
Le terme de parti convient mal à cette époque, à tout le moins jusqu'à l'apparition des premiers partis socialistes, à la fin du XIXe siècle. Au début de la IIIe République, les députés sont élus sans étiquettes ; c'est une fois à l'Assemblée qu'ils se réunissent, par affinité.
Au cours des sept décennies d'existence du régime, le paysage politique a progressivement évolué, avec un décentrage vers la Gauche. Jusque dans les années 1890, l'opposition était marquée entre Républicains radicaux (d'actuel centre gauche) et Monarchistes (royalistes ou bonapartistes). Après l'épisode du boulangiste, le positionnement politique est marqué par une gauche plus extrême avec l'apparition des courants socialistes qui regroupent les mouvements ouvriers, débordé le communisme dans l'entre-deux-guerres, et une droite plus libéral ou nationaliste.

## L'échec de la restauration
Les Royalistes, qui récupèrent le pouvoir parlementaire à la chute de l'empire, profitant du vote des campagnes, et de l'envie de paix de Français (les deux pouvant aller ensemble), mais ne parviennent guère à s'entendre sur le prétendant.
- Les Légitimistes, Conservateurs, réactionnaires, catholiques et traditionalistes. Descendant des ultra-royalistes de la Restauration, sont partisans de la branche des Bourbons, dont le dernier roi de France, Charles X, avait abdiqué en 1830.
- Les Orléanistes, Conservateurs sociaux, libéraux, voltairiens, sont partisans, comme leur nom l'indique, de la branche des d'Orléans, qui régna de 1830 à 1848, sous Louis-Philippe Ier lors de la monarchie de Juillet.

Finalement, les monarchistes ne purent s'entendre. En effet, la proposition de faire monter sur le trône le comte de Chambord (le prétendant « Henri V »), un Bourbon sans descendance, et de laisser lui succéder le prétendant de la branche des d'Orléans, semblait un compromis satisfaisant pour une partie des royalistes. Mais le refus du « comte de Chambord » de transiger sur le drapeau (qu'il voulait blanc, et non tricolore, lors même que les Orléanistes refusaient sans mal d'en faire l'un des symboles du nouveau régime, puisque ce fut Louis-Philippe qui l'abandonna, en 1830), refus exprimé le 5 juillet 1871, fit capoter l'affaire. Les monarchistes laissèrent passer leur chance, et ne cessèrent de voir leur nombre décliner, d'autant que nombre d'orléanistes passèrent sans coup férir du royalisme libéral et modéré, au républicanisme conservateur.
- Les Républicains, profitant du désarrois des royalistes qui n'arrivent pas à s'accorder sur leur roi, proposent en parallèle des idées libérales qui s'adaptent mieux à la modernité en cours. Les élections successives leur fait prendre en importance pour finalement permettre la chute de MacMahon et l'instauration pleine de la Troisième République.
- Les Opportunistes ou Modérés sont les républicains au pouvoir dans les années 1880 qui renoncent à certains de leurs principes (abolition des armées permanentes, instauration d'une assemblée unique, etc.) afin d'enraciner le régime républicain. Mais il reste difficile de savoir si ce fut réellement pour le républicanisme, où s'ils étaient de faux républicains, se prétendant républicain pour que leur carrière politique en profite et, une fois élus, se gardant d'établir les idéaux républicains qui ne sont finalement pas les leurs.
- Le Parti colonial est plutôt une association de parlementaires renforcée par divers comités de propagande et qui se donne pour but d'influencer la politique coloniale de la Troisième République à partir de 1892.

## 1871
Les gauches
| Groupes | Groupes             | Tendances/Partis | Tendances/Partis        | Tendances/Partis |
| ------- | ------------------- | ---------------- | ----------------------- | ---------------- |
|         | Union républicaine  |                  | Radicaux intransigeants | 38 / 638         |
|         | Gauche républicaine |                  | Républicains modérés    | 112 / 638        |
|         | Centre gauche       |                  | Conservateurs libéraux  | 72 / 638         |

Les droites
| Groupes | Groupes                | Tendances/Partis | Tendances/Partis        | Tendances/Partis |
| ------- | ---------------------- | ---------------- | ----------------------- | ---------------- |
|         | Centre constitutionnel |                  | Royalistes orléanistes  | 214 / 638        |
|         | Union des droites      |                  | Royalistes légitimistes | 182 / 638        |
|         | Appel au peuple        |                  | Bonapartistes           | 20 / 638         |

## 1871-1876
Les gauches
| Groupes | Groupes                               | Tendances/Partis | Tendances/Partis       | Tendances/Partis |
| ------- | ------------------------------------- | ---------------- | ---------------------- | ---------------- |
|         | Union républicaine                    |                  |                        |                  |
|         | Radicaux intransigeants               | 11 / 533         |                        |                  |
|         | Républicains gambettistes et radicaux | 76 / 533         |                        |                  |
|         | Gauche républicaine                   |                  | Républicains modérés   | 136 / 533        |
|         | Centre gauche                         |                  | Conservateurs libéraux | 97 / 533         |
|         | Non-inscrits républicains             |                  |                        |                  |
|         | Radicaux intransigeants               | 16 / 533         |                        |                  |
|         | Républicains modérés                  | 14 / 533         |                        |                  |

Les droites
| Groupes | Groupes                    | Tendances/Partis | Tendances/Partis        | Tendances/Partis |
| ------- | -------------------------- | ---------------- | ----------------------- | ---------------- |
|         | Centre constitutionnel     |                  | Royalistes orléanistes  | 42 / 533         |
|         | Droite                     |                  | Royalistes légitimistes | 31 / 533         |
|         | Appel au peuple            |                  | Bonapartistes           | 82 / 533         |
|         | Non-inscrits monarchistes  |                  |                         |                  |
|         | Bonapartistes indépendants | 15 / 533         |                         |                  |
|         | Royalistes                 | 13 / 533         |                         |                  |

## 1876-1881
Les gauches
| Groupes | Groupes                               | Tendances/Partis | Tendances/Partis       | Tendances/Partis |
| ------- | ------------------------------------- | ---------------- | ---------------------- | ---------------- |
|         | Extrême gauche                        |                  |                        |                  |
|         | Radicaux intransigeants               | 27               |                        |                  |
|         | Républicains radicaux                 | 11               |                        |                  |
|         | Union républicaine                    |                  |                        |                  |
|         | Républicains gambettistes et radicaux | 63               |                        |                  |
|         | Républicains modérés                  | 12               |                        |                  |
|         | Gauche républicaine                   |                  | Républicains modérés   | 147              |
|         | Centre gauche                         |                  | Conservateurs libéraux | 65               |

Les droites
| Groupes | Groupes                | Tendances/Partis | Tendances/Partis                     | Tendances/Partis |
| ------- | ---------------------- | ---------------- | ------------------------------------ | ---------------- |
|         | Centre constitutionnel |                  | Royalistes orléanistes               | 41               |
|         | Union des droites      |                  | Royalistes légitimistes et cléricaux | 56               |
|         | Appel au peuple        |                  | Bonapartistes                        | 111              |

## 1881-1885
Les gauches
| Groupes | Groupes                   | Tendances/Partis | Tendances/Partis       | Tendances/Partis |
| ------- | ------------------------- | ---------------- | ---------------------- | ---------------- |
|         | Extrême gauche            |                  |                        |                  |
|         | Socialiste                | 1                |                        |                  |
|         | Radicaux-socialistes      | 45               |                        |                  |
|         | Union républicaine        |                  |                        |                  |
|         | Républicains radicaux     | 47               |                        |                  |
|         | Républicains gambettistes | 157              |                        |                  |
|         | Gauche républicaine       |                  | Républicains modérés   | 168              |
|         | Centre gauche             |                  | Conservateurs libéraux | 39               |

Les droites
| Groupes | Groupes                   | Tendances/Partis | Tendances/Partis | Tendances/Partis |
| ------- | ------------------------- | ---------------- | ---------------- | ---------------- |
|         | Union des droites         |                  |                  |                  |
|         | Orléanistes               | 7                |                  |                  |
|         | Légitimistes et cléricaux | 35               |                  |                  |
|         | Appel au peuple           |                  | Bonapartistes    | 46               |

## 1885-1893
Les gauches
| Groupes | Groupes           | Tendances                                         | Tendances                          | Tendances |
| ------- | ----------------- | ------------------------------------------------- | ---------------------------------- | --------- |
|         | Ouvrier           |                                                   | Parti ouvrier                      | 3         |
|         | Ouvrier           | Comité révolutionnaire central                    | 2                                  |           |
|         | Ouvrier           | Fédération des travailleurs socialistes de France | 2                                  |           |
|         | Ouvrier           | Socialistes indépendants                          | 3                                  |           |
|         | Extrême gauche    |                                                   | Radicaux-socialistes               | 50        |
|         | Gauche radicale   |                                                   | Républicains radicaux              | 68        |
|         | Union des gauches |                                                   | Association nationale républicaine | 214       |
|         | Union des gauches | Union libérale                                    | 14                                 |           |

Les droites
| Groupes | Groupes           | Tendances                   | Tendances                  | Tendances |
| ------- | ----------------- | --------------------------- | -------------------------- | --------- |
|         | Union des droites |                             | Royalistes et cléricaux    | 110       |
|         | Union des droites | Bonapartistes               | 52                         |           |
|         | Boulangiste       |                             | Socialistes révisionnistes | 3         |
|         | Boulangiste       | Radicaux révisionnistes     | 2                          |           |
|         | Boulangiste       | Républicains révisionnistes | 37                         |           |
|         | Boulangiste       | Monarchistes révisionnistes | 7                          |           |

## 1893-1894
Les gauches
| Groupes | Groupes                      | Tendances/Partis                         | Tendances/Partis                   | Tendances/Partis |
| ------- | ---------------------------- | ---------------------------------------- | ---------------------------------- | ---------------- |
|         | Union socialiste             |                                          | Parti ouvrier français             | 5 / 574          |
|         | Union socialiste             | Comité révolutionnaire central           | 5 / 574                            |                  |
|         | Union socialiste             | Parti ouvrier socialiste révolutionnaire | 5 / 574                            |                  |
|         | Union socialiste             | Socialistes indépendants                 | 18 / 574                           |                  |
|         | Union socialiste             | Radicaux-socialistes                     | 7 / 574                            |                  |
|         | Groupe radical-socialiste    |                                          | Radicaux-socialistes               | 30 / 574         |
|         | Gauche progressiste          |                                          | Républicains radicaux              | 92 / 574         |
|         | Républicains de gouvernement |                                          | Association nationale républicaine | 284 / 574        |
|         | Républicains de gouvernement | Union libérale républicaine              | 27 / 574                           |                  |

Les droites
| Groupes | Groupes             | Tendances/Partis            | Tendances/Partis           | Tendances/Partis |
| ------- | ------------------- | --------------------------- | -------------------------- | ---------------- |
|         | Droite républicaine |                             | Monarchistes ralliés       | 35 / 574         |
|         | Droite              |                             | Monarchistes et cléricaux  | 58 / 574         |
|         | Nationaliste        |                             | Socialistes révisionnistes | 5 / 574          |
|         | Nationaliste        | Boulangistes révisionnistes | 10 / 574                   |                  |

## 1894-1902
Les dreyfusards
| Groupes | Groupes                   | Tendances                        | Tendances                 | Tendances |
| ------- | ------------------------- | -------------------------------- | ------------------------- | --------- |
|         | Union socialiste          |                                  | Parti ouvrier français    | 12        |
|         | Union socialiste          | Parti socialiste révolutionnaire | 12                        |           |
|         | Union socialiste          | Socialistes indépendants         | 13                        |           |
|         | Groupe radical-socialiste |                                  | Radicaux-socialistes      | 104       |
|         | Gauche démocratique       |                                  | Républicains radicaux     | 45        |
|         | Union progressiste        |                                  | Républicains gambettistes | 95        |

Les antidreyfusards
| Groupes | Groupes                        | Tendances                   | Tendances                             | Tendances |
| ------- | ------------------------------ | --------------------------- | ------------------------------------- | --------- |
|         | Républicains progressistes     |                             | Association nationale républicaine    | 238       |
|         | Républicains progressistes     | Union libérale républicaine |                                       | 238       |
|         | Républicains indépendants      |                             | Monarchistes ralliés                  | 58        |
|         | Groupe de la Défense nationale |                             | Parti républicain socialiste français | 1         |
|         | Groupe de la Défense nationale | Nationalistes               | 9                                     |           |
|         | Groupe de la Défense nationale | Conservateurs               | 10                                    |           |
|         | Groupe antijuif                |                             | Nationalistes                         | 23        |

## 1902-1914
Les gauches
| Groupes | Groupes                    | Tendances             | Tendances                                       | Tendances |
| ------- | -------------------------- | --------------------- | ----------------------------------------------- | --------- |
|         | Socialiste révolutionnaire |                       | Unité socialiste révolutionnaire                | 12        |
|         | Socialiste parlementaire   |                       | Parti socialiste français                       | 37        |
|         | Gauche radicale-socialiste |                       | Parti républicain radical et radical-socialiste | 86        |
|         | Gauche radicale            |                       | Parti républicain radical et radical-socialiste | ?         |
|         | Gauche radicale            | Radicaux indépendants | ?                                               |           |
|         | Union démocratique         |                       | Alliance républicaine démocratique              | 89        |

Les droites
| Groupes | Groupes                    | Tendances                   | Tendances                          | Tendances |
| ------- | -------------------------- | --------------------------- | ---------------------------------- | --------- |
|         | Républicains progressistes |                             | Association nationale républicaine | ?         |
|         | Républicains progressistes | Union libérale républicaine | ?                                  |           |
|         | Action libérale populaire  |                             | Action libérale populaire          | 67        |
|         | Action libérale populaire  | Conservateurs monarchistes  | 21                                 |           |
|         | Républicain nationaliste   |                             | Nationalistes                      | 58        |

## 1914-1919
Les gauches
| Groupes | Groupes                                   | Tendances/Partis                                  | Tendances/Partis | Tendances/Partis |
| ------- | ----------------------------------------- | ------------------------------------------------- | ---------------- | ---------------- |
|         | Parti socialiste                          | Section française de l'Internationale ouvrière    | 104              |                  |
|         | Républicain socialiste                    | Parti républicain-socialiste                      | 25               |                  |
|         | Parti radical et radical-socialiste       | Parti radical et radical-socialiste               | 173              |                  |
|         | Union républicaine radicale et socialiste | Alliance démocratique                             | 18               |                  |
|         | Gauche radicale                           | Radicaux indépendants et Parti radical-socialiste | 69               |                  |
|         | Républicains de gauche                    | Alliance démocratique                             | 56               |                  |
|         | Gauche démocratique                       | Union républicaine                                | 31               |                  |

Les droites
| Groupes | Groupes                 | Tendances/Partis        | Tendances/Partis | Tendances/Partis |
| ------- | ----------------------- | ----------------------- | ---------------- | ---------------- |
|         | Fédération républicaine | Fédération républicaine | 37               |                  |
|         | Action libérale         | Action libérale         | 24               |                  |
|         | Droites                 | Monarchisme             | 15               |                  |

## 1919-1924
Les gauches
| Groupes                                        | Groupes                | Tendances/Partis             | Tendances/Partis | Tendances/Partis |
| ---------------------------------------------- | ---------------------- | ---------------------------- | ---------------- | ---------------- |
|                                                | Parti socialiste       | Parti communiste             | 15               |                  |
| Section française de l'Internationale ouvrière | Parti socialiste       | 53                           |                  |                  |
|                                                | Républicain-socialiste | Parti républicain-socialiste | 26               |                  |

Le centre gauche
| Groupes | Groupes                                          | Tendances/Partis                                 | Tendances/Partis | Tendances/Partis |
| ------- | ------------------------------------------------ | ------------------------------------------------ | ---------------- | ---------------- |
|         | Parti républicain, radical et radical-socialiste | Parti républicain, radical et radical-socialiste | 86               |                  |

Les centre droits
| Groupes | Groupes                          | Tendances/Partis      | Tendances/Partis | Tendances/Partis |
| ------- | -------------------------------- | --------------------- | ---------------- | ---------------- |
|         | Gauche républicaine démocratique | Alliance démocratique | 93               |                  |
|         | Action républicaine et sociale   | Alliance démocratique | 61               |                  |
|         | Républicains de gauche           | Alliance démocratique | 46               |                  |

Les droites
| Groupes | Groupes                           | Tendances/Partis                                        | Tendances/Partis | Tendances/Partis |
| ------- | --------------------------------- | ------------------------------------------------------- | ---------------- | ---------------- |
|         | Entente républicaine démocratique | Fédération républicaine                                 | 183              |                  |
|         | Indépendants de droite            | Nationalisme intégral, Catholicisme social et Royalisme | 29               |                  |

## 1924-1928
L'extrême gauche
| Groupes | Groupes           | Tendances/Partis          | Tendances/Partis | Tendances/Partis |
| ------- | ----------------- | ------------------------- | ---------------- | ---------------- |
|         | Groupe communiste | Parti communiste français | 26               |                  |

La gauche
| Groupes | Groupes                                        | Tendances/Partis                                          | Tendances/Partis | Tendances/Partis |
| ------- | ---------------------------------------------- | --------------------------------------------------------- | ---------------- | ---------------- |
|         | Section française de l'Internationale ouvrière | Section française de l'Internationale ouvrière            | 104              |                  |
|         | Républicain-socialiste et socialiste français  | Parti républicain-socialiste et Parti socialiste français | 43               |                  |

Le centre gauche
| Groupes | Groupes                   | Tendances/Partis                                 | Tendances/Partis | Tendances/Partis |
| ------- | ------------------------- | ------------------------------------------------ | ---------------- | ---------------- |
|         | Groupe radical-socialiste | Parti républicain, radical et radical-socialiste | 139              |                  |
|         | Gauche radicale           | Radicaux indépendants                            | 42               |                  |

Le centre droit
| Groupes | Groupes                          | Tendances/Partis      | Tendances/Partis | Tendances/Partis |
| ------- | -------------------------------- | --------------------- | ---------------- | ---------------- |
|         | Gauche républicaine démocratique | Alliance démocratique | 43               |                  |
|         | Républicains de gauche           | Alliance démocratique | 38               |                  |

La droite
| Groupes | Groupes                            | Tendances/Partis          | Tendances/Partis | Tendances/Partis |
| ------- | ---------------------------------- | ------------------------- | ---------------- | ---------------- |
|         | Démocrates                         | Parti démocrate populaire | 14               |                  |
|         | Union républicaine et démocratique | Fédération républicaine   | 104              |                  |

## 1928-1932
L'extrême gauche
| Groupes | Groupes          | Tendances/Partis | Tendances/Partis | Tendances/Partis |
| ------- | ---------------- | ---------------- | ---------------- | ---------------- |
|         | Parti communiste | Parti communiste | 12               |                  |

La gauche
| Groupes | Groupes                                             | Tendances/Partis                               | Tendances/Partis | Tendances/Partis |
| ------- | --------------------------------------------------- | ---------------------------------------------- | ---------------- | ---------------- |
|         | Parti socialiste                                    | Section française de l'Internationale ouvrière | 100              |                  |
|         | Républicain-socialiste                              | Parti républicain-socialiste                   | 18               |                  |
|         | Parti républicain-socialiste et socialiste français | Parti socialiste français                      | 13               |                  |

Le centre gauche
| Groupes | Groupes                                   | Tendances/Partis                                 | Tendances/Partis | Tendances/Partis |
| ------- | ----------------------------------------- | ------------------------------------------------ | ---------------- | ---------------- |
|         | Républicain radical et radical-socialiste | Parti républicain, radical et radical-socialiste | 125              |                  |
|         | Indépendants de gauche                    | Radicaux indépendants                            | 15               |                  |
|         | Gauche unioniste et sociale               | Radicaux indépendants                            | 18               |                  |

Le centre droit
| Groupes | Groupes                        | Tendances/Partis          | Tendances/Partis | Tendances/Partis |
| ------- | ------------------------------ | ------------------------- | ---------------- | ---------------- |
|         | Gauche radicale                | Radicaux indépendants     | 53               |                  |
|         | Républicains de gauche         | Alliance démocratique     | 64               |                  |
|         | Action démocratique et sociale | Alliance démocratique     | 29               |                  |
|         | Démocrate populaire            | Parti démocrate populaire | 19               |                  |

La droite
| Groupes | Groupes                            | Tendances/Partis        | Tendances/Partis | Tendances/Partis |
| ------- | ---------------------------------- | ----------------------- | ---------------- | ---------------- |
|         | Union républicaine et démocratique | Fédération républicaine | 102              |                  |

## 1932-1936
L'extrême gauche
| Groupes | Groupes           | Tendances/Partis | Tendances/Partis            | Tendances/Partis |
| ------- | ----------------- | ---------------- | --------------------------- | ---------------- |
|         | Groupe communiste |                  | Parti communiste - SFIC     | 10 / 607         |
|         | Unité ouvrière    |                  | Parti d'unité prolétarienne | 9 / 607          |

La gauche
| Groupes | Groupes          | Tendances/Partis             | Tendances/Partis                               | Tendances/Partis |
| ------- | ---------------- | ---------------------------- | ---------------------------------------------- | ---------------- |
|         | Parti socialiste |                              | Section française de l'Internationale ouvrière | 132 / 607        |
|         | PSF-PRS          |                              | Parti socialiste français                      | 0 / 607          |
|         | PSF-PRS          | Parti républicain-socialiste | 28 / 607                                       |                  |

Le centre gauche
| Groupes | Groupes                                   | Tendances/Partis | Tendances/Partis                                 | Tendances/Partis |
| ------- | ----------------------------------------- | ---------------- | ------------------------------------------------ | ---------------- |
|         | Républicain radical et radical-socialiste |                  | Parti républicain, radical et radical-socialiste | 160 / 607        |
|         | Gauche indépendante                       |                  | Gauche indépendante                              | 16 / 607         |

Le centre droit
| Groupes | Groupes                                               | Tendances/Partis | Tendances/Partis                    | Tendances/Partis |
| ------- | ----------------------------------------------------- | ---------------- | ----------------------------------- | ---------------- |
|         | Gauche radicale                                       |                  | Radical indépendant                 | 47 / 607         |
|         | Indépendants de gauche                                |                  | Alliance démocratique               | 26 / 607         |
|         | Républicains de gauche                                |                  | Alliance démocratique               | 40 / 607         |
|         | Centre républicain                                    |                  | Alliance démocratique               | 34 / 607         |
|         | Indépendants d'action économique, sociale et paysanne |                  | Parti républicain agraire et social | 8 / 607          |
|         | Républicains du centre                                |                  | Union populaire républicaine        | 7 / 607          |
|         | Démocrate populaire                                   |                  | Parti démocrate populaire           | 17 / 607         |

La droite
| Groupes | Groupes                 | Tendances/Partis | Tendances/Partis        | Tendances/Partis |
| ------- | ----------------------- | ---------------- | ----------------------- | ---------------- |
|         | Républicain et social   |                  | Républicain et social   | 18 / 607         |
|         | Fédération républicaine |                  | Fédération républicaine | 41 / 607         |
|         | Indépendants            |                  | Conservatisme           | 16 / 607         |

## 1936-1940
La gauche
| Groupes | Groupes                       | Tendances/Partis | Tendances/Partis                               | Tendances/Partis |
| ------- | ----------------------------- | ---------------- | ---------------------------------------------- | ---------------- |
|         | Groupe communiste             |                  | Parti communiste - SFIC                        | 72 / 610         |
|         | Parti socialiste              |                  | Section française de l'Internationale ouvrière | 149 / 610        |
|         | Union socialiste républicaine |                  | Union socialiste républicaine                  | 29 / 610         |

Le centre gauche
| Groupes | Groupes                                   | Tendances/Partis                          | Tendances/Partis                                 | Tendances/Partis |
| ------- | ----------------------------------------- | ----------------------------------------- | ------------------------------------------------ | ---------------- |
|         | Républicain radical et radical-socialiste |                                           | Parti républicain, radical et radical-socialiste | 110 / 610        |
|         | Gauche indépendante                       |                                           | Parti d'unité prolétarienne                      | 6 / 610          |
|         | Gauche indépendante                       | Parti frontiste                           | 2 / 610                                          |                  |
|         | Gauche indépendante                       | Parti radical-socialiste Camille Pelletan | 3 / 610                                          |                  |
|         | Gauche indépendante                       | Ligue de la jeune République              | 4 / 610                                          |                  |
|         | Gauche indépendante                       | Parti social-national                     | 1 / 610                                          |                  |
|         | Gauche indépendante                       | Alliance démocratique                     | ? / 610                                          |                  |

Le centre droit
| Groupes | Groupes                                                          | Tendances/Partis            | Tendances/Partis             | Tendances/Partis |
| ------- | ---------------------------------------------------------------- | --------------------------- | ---------------------------- | ---------------- |
|         | Gauche démocratique et radicale indépendante                     |                             | Radical indépendant          | 35 / 610         |
|         | Gauche démocratique et radicale indépendante                     | Alliance démocratique       | ? / 610                      |                  |
|         | Indépendants d'action populaire                                  |                             | Union populaire républicaine | 13 / 610         |
|         | Indépendants d'action populaire                                  | Union républicaine lorraine | 4 / 610                      |                  |
|         | Démocrate populaire                                              |                             | Parti démocrate populaire    | 13 / 610         |
|         | Alliance des républicains de gauche et des radicaux indépendants |                             | Alliance démocratique        | 24 / 610         |

La droite
| Groupes | Groupes                                                             | Tendances/Partis                 | Tendances/Partis                              | Tendances/Partis |
| ------- | ------------------------------------------------------------------- | -------------------------------- | --------------------------------------------- | ---------------- |
|         | Indépendants républicains                                           |                                  | Alliance démocratique                         | 13 / 610         |
|         | Républicains indépendants et d'action sociale & Agraire indépendant |                                  | Républicains indépendants et d'action sociale | 28 / 610         |
|         | Républicains indépendants et d'action sociale & Agraire indépendant | Parti agraire et paysan français | 7 / 610                                       |                  |
|         | Républicains indépendants et d'action sociale & Agraire indépendant | Fédération républicaine          | ? / 610                                       |                  |
|         | Fédération républicaine                                             |                                  | Fédération républicaine                       | 60 / 610         |
|         | Parti social français (décembre 1936)                               |                                  | Parti social français                         | 6 / 610          |

L'extrême droite
- Le Parti populaire français
- Le Parti franciste

## Sénat
| Groupes | Groupes                        | 1921      | 1924      | 1927      | 1929      | 1932      | 1935      | 1938      |
| ------- | ------------------------------ | --------- | --------- | --------- | --------- | --------- | --------- | --------- |
|         | Groupe socialiste              |           |           | 14 / 315  | 15 / 315  | 17 / 315  | 17 / 315  | 15 / 315  |
|         | Gauche démocratique            | 158 / 315 | 166 / 315 | 146 / 315 | 150 / 315 | 161 / 315 | 152 / 315 | 151 / 315 |
|         | Union démocratique et radicale |           |           | 30 / 315  | 34 / 315  | 32 / 315  | 28 / 315  | 30 / 315  |
|         | Union républicaine             | 102 / 315 | 101 / 315 | 84 / 315  | 71 / 315  | 69 / 315  | 63 / 315  | 62 / 315  |
|         | Gauche républicaine            | 38 / 315  | 34 / 315  | 22 / 315  | 20 / 315  | 16 / 315  | 16 / 315  | 18 / 315  |
|         | Droite                         | 12 / 315  | 14 / 315  | 10 / 315  | 9 / 315   | 6 / 315   |           |           |